# Prinz Waldemar (Schiff, 1903)
| Prinz Waldemar (NDL)                          | Prinz Waldemar (NDL)                      | Prinz Waldemar (NDL)                      |
| Prinz Waldemar in Friedrich-Wilhelmshafen     | Prinz Waldemar in Friedrich-Wilhelmshafen | Prinz Waldemar in Friedrich-Wilhelmshafen |
| --------------------------------------------- | ----------------------------------------- | ----------------------------------------- |
| Stapellauf (Schiffstaufe):                    | 3. Juni 1903                              | 3. Juni 1903                              |
| Indienststellung:                             | 18. Juli 1903                             | 18. Juli 1903                             |
| Bauwerft:                                     | G.Seebeck AG, Geestemünde                 | G.Seebeck AG, Geestemünde                 |
| Schwesterschiff:                              | Prinz Sigismund (1903)                    | Prinz Sigismund (1903)                    |
| Passagiere:                                   | 28 I.Klasse 40 II. Klasse 22 III. Klasse  | 28 I.Klasse 40 II. Klasse 22 III. Klasse  |
| Besatzung:                                    | 96 Mann                                   | 96 Mann                                   |
| Baukosten:                                    | 1,51 Millionen Goldmark                   | 1,51 Millionen Goldmark                   |
| Technische Daten                              |                                           |                                           |
| Vermessung:                                   | 3.227 BRT                                 | 3.227 BRT                                 |
| Tragfähigkeit:                                | 3.550 tdw                                 | 3.550 tdw                                 |
| Länge über alles:                             | 103,7 m                                   | 103,7 m                                   |
| Breite:                                       | 12,76 m                                   | 12,76 m                                   |
| Tiefgang:                                     |                                           |                                           |
| Maschinenanlage:                              | 2 Dreifach-Expansions-Dampfmaschinen      | 2 Dreifach-Expansions-Dampfmaschinen      |
| Anzahl der Schrauben:                         | 2                                         | 2                                         |
| Leistung:                                     | 2.400 PSi                                 | 2.400 PSi                                 |
| Höchstgeschwindigkeit:                        | 12 kn                                     | 12 kn                                     |
| Verbleib                                      |                                           |                                           |
| 1917 durch USA beschlagnahmt 1925 abgebrochen |                                           |                                           |

Der Reichspostdampfer Prinz Waldemar war einer von zwei kleineren Zweischraubendampfern, die der Norddeutsche Lloyd (NDL) 1903 für die Zweiglinie des Reichspostdampferdienstes von Sydney über die Kolonie Deutsch-Neuguinea nach Singapur bauen ließ. Die erstmals in Bremen gebauten Zweischornstein-Schiffe waren besonders für die Tropenfahrt hergerichtet und die herausragenden Schiffe in diesem Fahrtgebiet.
 Prinz Waldemar war 1903 schon der letzte Vorkriegsbau der Seebeck-Werft für den NDL nach Seebäderschiffen, dem Brasilien-Dampfer Trier 1898, und drei Dampfern für die Ostasiatische Küstenfahrt (Nuen Tung, Pitsanulok, Petchaburi) 1900/1901.

## Einsatz für den NDL
Die bei der Seebeck-Werft gebaute Prinz Waldemar nahm nach der Überführung den Dienst auf der 1900 von Neuguinea bis Australien verlängerten Linie auf, den bislang die alte Stettin versehen hatte, die in Singapur verkauft wurde.
Das Deutsche Reich wollte die Verbindung zu der Kolonie Deutsch-Neuguinea verbessern, deren Verwaltung und Versorgung bislang weitgehend den dortigen Investoren überlassen worden war (Neuguinea-Kompagnie bis 30. März 1899 sowie Jaluit-Gesellschaft bis 30. März 1906).
Der NDL hatte schon Versuche mit einer Verbindung Australien – Deutsch-Neuguinea – Hongkong durchgeführt. Der ab 25. Juli 1900 eingesetzte Dampfer München (4803 BRT, 1889 Fairfield) war allerdings auf seiner dritten Reise Anfang Februar 1901 in der Einfahrt von Yap gestrandet und havariert verkauft worden.
Mit den beiden neuen Schiffen wurde der Zweiglinien-Dienst 1904 erneut umstrukturiert. Es wurde alle 12 Wochen eine Abfahrt zwischen Hongkong und Sydney angeboten. Auf der Linie kam neben den beiden „Prinzen“ noch der Dampfer Willehad (4761 BRT, 1894 Blohm & Voss) ab 1904 zum Einsatz, dann die Manila, die 1907 (1909?) durch den umgebauten, früheren Brasilien-Dampfer Coblenz (3169 BRT, 1897 Blohm & Voss) ersetzt wurde, der besser zu den Neubauten passte.
1908 wurde auch wieder eine zusätzliche Zweigroute von Singapur nach Deutsch-Neuguinea eingerichtet, auf der der Dampfer Manila (1790 BRT, 1904 Rickmers-Werft) fuhr.
Beide Linien bestanden bis zum Beginn des Ersten Weltkrieges und wurden 1909 in einer Zusatzvereinbarung zum Reichspostdampfervertrag fixiert. Der NDL führte dabei die Linie nach Hongkong als Austral-Japan-Dienst von Sydney über Brisbane, Rabaul, Friedrich-Wilhelm-Hafen, Maron (Eremiteninseln – jede 2. Reise), Yap, Angaur (jede 2.Reise), Manila, Hongkong ohne Subventionen nach Kōbe und Yokohama weiter.
Darüber hinaus übernahm der Lloyd den sogenannten Inseldienst mit der alten Sumatra (584 BRT, 1889 Howaldt), die er 1905 nach Rabaul verlegt hatte, um dort für Durchreisende touristische Rundreisen im Archipel anzubieten.
Einen Postanschluss hatte zuvor teilweise die Jaluit-Gesellschaft mit ihrer Germania (1096 BRT, 1904 Krupp Germania) garantiert, die ihren Dampfer weiterhin von Hongkong über die Marianen und Marshallinseln, Rabaul nach Sydney laufen ließ. Dabei transportierte das Schiff auch die Mitglieder der Medizinisch-demographischen Deutsch-Neuguinea-Expedition im Oktober 1913 nach Neuguinea.

## Kriegs- und Nachkriegseinsatz
Bei Kriegsausbruch 1914 wurde die Prinz Waldemar unter Kapitän Jurany mit 2300 t Kohlen von Yokohama zum Ostasiengeschwader unter Vizeadmiral Maximilian Graf von Spee nach Pagan entsandt. Mit dem Tross des Geschwaders folgte sie über Eniwetok und Majuro wohl bis zur Christmas-Insel dem Geschwader, um dann nach Honolulu zu gehen, wo sie aufgelegt wurde.
Bei Kriegseintritt der USA wurde sie 1917 beschlagnahmt und in Seattle als Wacouta in Fahrt gebracht. 1921 an die New & Cuba Mail Line verkauft und noch in Yucatan umbenannt, wurde die ehemalige Prinz Waldemar 1925 abgebrochen.

## SchwesterschiffPrinz Sigismund
Die bei der AG Weser gebaute Prinz Sigismund kam kurz nach der Prinz Waldemar in Dienst.
Bei Kriegsbeginn 1914 befand sie sich in Brisbane und wurde von den britischen Behörden beschlagnahmt.
Als Bambra kam sie wieder in Fahrt und wurde 1927 in Deutschland abgewrackt.

## Anmerkung
Die HAPAG betrieb im Brasilien- und Mittelamerika-Dienst die etwas größeren Einschornsteiner Prinz Sigismund (4689 BRT, 1902 AG Neptun), die bis 1958 (zuletzt unter sowjetischer Flagge) in Dienst blieb und Prinz Waldemar (4658 BRT, 1902 Reiherstieg-Werft), die 1907 vor Kingston (Jamaica) strandete. 